# Arbeitsgemeinschaft Musikermuseen in Deutschland
Die Arbeitsgemeinschaft Musikermuseen in Deutschland ist ein Zusammenschluss einiger deutscher kultureller Einrichtungen, die sich der Pflege des Erbes in Deutschland tätiger Musiker und Komponisten verschrieben haben. Die Arbeitsgemeinschaft wird unterstützt vom Beauftragten der deutschen Bundesregierung für Kultur und Medien.

## Mitglieder
- Bach in Arnstadt
- Mozarthaus Augsburg
- Heinrich-Schütz-Haus Bad Köstritz
- Brahmshaus in Baden-Baden-Lichtental
- E.T.A. Hoffmann-Haus Bamberg (betreut durch die E.T.A. Hoffmann-Gesellschaft)
- Franz-Liszt-Museum Bayreuth
- Richard-Wagner-Museum Bayreuth
- Beethoven-Haus Bonn
- Schumannhaus Bonn
- Joseph-Martin-Kraus-Gedenkstätte Buchen
- Villa Teresa Coswig
- Kurt-Weill-Zentrum Dessau
- Carl Orff Museum Dießen am Ammersee
- Werner-Egk-Begegnungsstätte Donauwörth
- Carl-Maria-von-Weber-Museum Dresden
- Bachhaus Eisenach
- Richard-Wagner-Museum in der Fritz Reuter-Villa Eisenach
- Gottfried-Silbermann-Museum Frauenstein
- Richard-Strauss-Institut Partenkirchen
- Richard-Wagner-Museum Graupa
- Mauersberger-Museum Großrückerswalde
- Händel-Haus Halle
- Johannes-Brahms-Museum Hamburg
- Telemann-Museum Hamburg
- Brahms-Haus Heide
- Spohr Museum Kassel
- Bach-Gedenkstätte Köthen
- Bach-Museum Leipzig
- Grieg-Begegnungsstätte Leipzig
- Mendelssohn-Haus Leipzig
- Schumann-Haus Leipzig
- Carl-Loewe-Forschungs- und Gedenkstätte Löbejün
- Brahms-Institut Lübeck
- Max-Reger-Archiv Meiningen
- Gebrüder-Lachner-Museum Rain (Lech)
- Reinhard Keiser Gedenkstätte Teuchern
- Bach-Stammhaus Wechmar
- Silcher-Museum Weinstadt
- Heinrich-Schütz-Haus Weißenfels
- Robert-Schumann-Haus Zwickau
- Scharwenka Kulturforum Bad Saarow (Scharwenka-Haus der Scharwenka Stiftung)